# جامه‌شوی
جامه‌شوی (به ازبکی: Jumashuy) یک منطقهٔ مسکونی در ازبکستان است که در شهرستان منگبلاغ واقع شده‌است. جامه‌شوی ۱۰٬۱۰۰ نفر جمعیت دارد.